# Kaoru Nagadomeová
Kaoru Nagadomeová (japonsky 永留 かおる, * 7. května 1973) je bývalá japonská fotbalistka.

## Reprezentační kariéra
Za japonskou reprezentaci v letech 1997 až 1999 odehrála 4 reprezentační utkání. Byla členkou japonské reprezentace i na Mistrovství světa ve fotbale žen 1999.

## Statistiky
| Japonsko | Japonsko | Japonsko |
| Roky     | Záp.     | Góly     |
| -------- | -------- | -------- |
| 1997     | 1        | 0        |
| 1998     | 0        | 0        |
| 1999     | 3        | 0        |
| Celkem   | 4        | 0        |